# 卵巣腫瘍
卵巣腫瘍（らんそうしゅよう、英語: Ovarian tumor）は、卵巣に発生する腫瘍である。
卵巣には細胞分裂が盛んな様々な細胞が存在するため多種類の腫瘍が存在する。ここにはクルーケンベルグ腫瘍（胃癌や結腸癌が由来）のような転移性卵巣癌も含まれる。
卵巣の嚢胞としては卵巣嚢腫がある。卵巣の占拠性病変として重要なチョコレート嚢胞（子宮内膜症）などは腫瘍ではない。

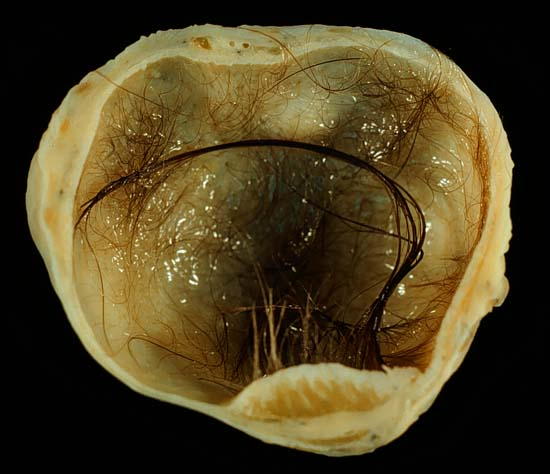
成熟嚢胞奇形腫、良性腫瘍。胚細胞腫瘍であり、毛髪が含まれることが特徴的である。嚢胞内部は脂肪を豊富に含む液体成分が含まれていたことが推察される。典型的には嚢胞内部はT1WIで高信号域、脂肪抑制T1WIで低信号となるからである。

## 疫学

2004年における10万人毎の卵巣がんによる死亡者数（年齢標準化済み）
データなし
0.6人以下
0.6人から1.2人
1.2人から1.8人
1.8人から2.4人
2.4人から3人
3人から3.6人
3.6人から4.2人
4.2人から4.8人
4.8人から5.4人
5.4人から6人
6人から7人
7人以上

正確な原因は分かっていない。日本を除いて、この疾病は工業化された国々で多発している。米国では、1.4%から2.5%の女性（40人から60人の女性に1人の割合）で卵巣がんに罹患する可能性がある。高年齢の女性は高リスクである。卵巣がんによる女性の死亡者の半数以上は55歳から74歳の年齢の範囲であり、同じく死亡者の4分の1が35歳から54歳の年齢の範囲にある。乳製品をたくさん摂取しても、あまり摂取しない人と骨折のリスクは変わらないが、乳製品の摂り過ぎは卵巣癌のリスクを高めると言われる。

## 症状
卵巣がんは発見が難しいがんとして知られており、特徴的な自覚症状は乏しい。
主な初期症状は、
1. 腹部膨満感
  - 肥満・妊娠などの理由がないのにお腹が膨れてきた[5]
2. 腹部腫瘤自覚
  - 自己触診で下腹部にしこりが触れる[5]
3. トイレが近い

## 種類

### 分類
卵巣腫瘍は起源細胞によって分類されることが多い。
由来細胞を決定した後、良性腫瘍、境界悪性腫瘍、悪性腫瘍と悪性度を分類する。
表層上皮性・間質性腫瘍
卵巣を覆う表層上皮や卵巣間質が腫瘍化した場合
性索間質性腫瘍
卵胞または黄体に由来する場合
胚細胞腫瘍
卵子に由来する場合
境界悪性腫瘍は前癌状態ではなく低悪性度の癌である。表層上皮性・間質性腫瘍の悪性腫瘍を卵巣癌ということが多い。
卵巣腫瘍は一般的に無症候性であることが多い。それは卵巣が外界と連絡していないため出血に気がつきにくい点と、卵巣が2つあるため一方で生じたホルモン異常がもう一方により代償されやすい点があげられる。巨大になると圧迫症状として急性腹症、腹部膨満が生じることがある。これらの症状が出現するころには腹膜播種を起こしており致死的な場合が多い。画像診断、腫瘍マーカーによって診断を行い、悪性が疑われた場合は原則として開腹手術を行い、開腹によって病期診断および生検による病理診断を行う。悪性が疑われただけで開腹をする数少ない腫瘍のひとつである。

### 表層上皮性・間質性腫瘍

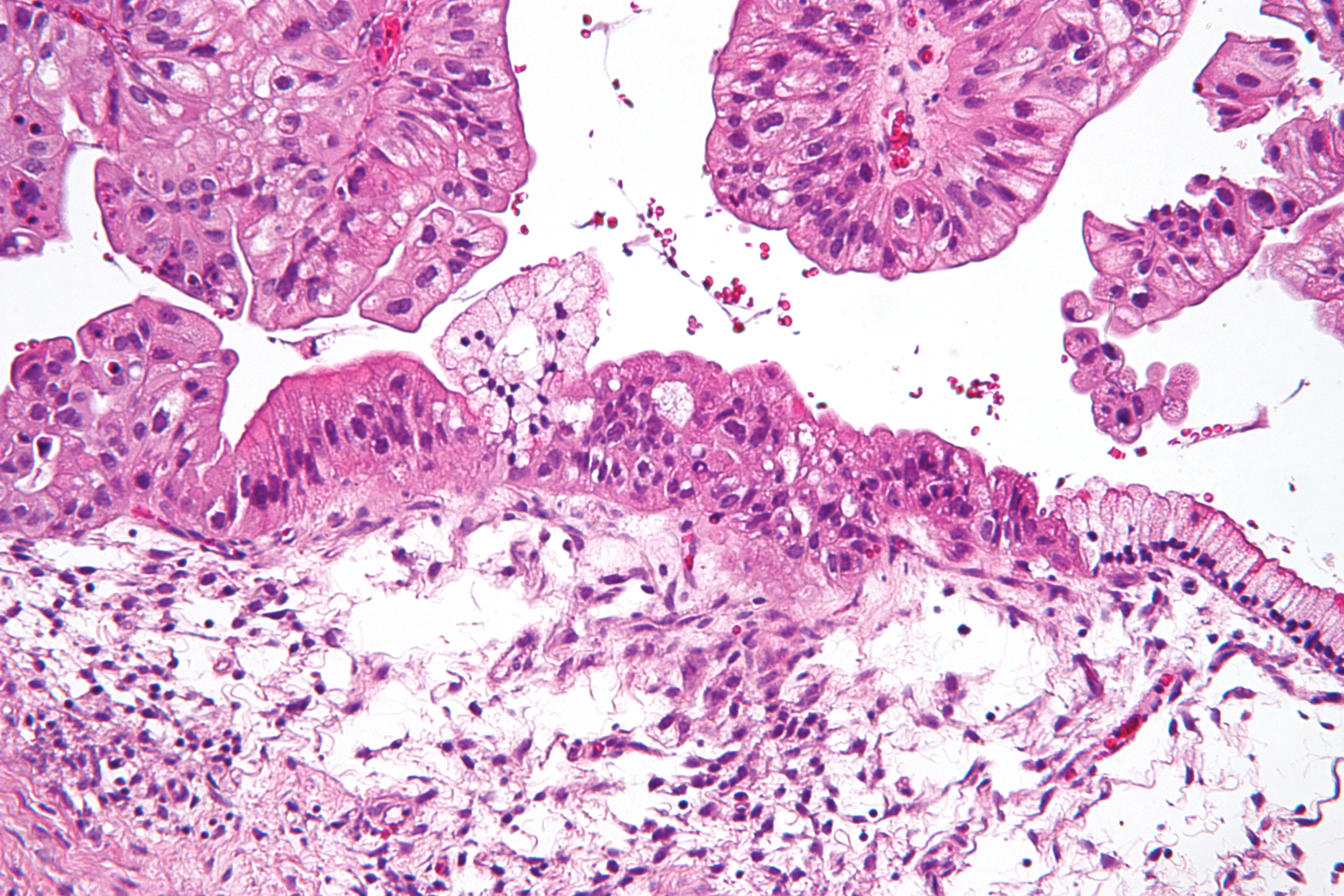
卵巣の漿液性腫瘍

表層上皮性・間質性腫瘍の発生メカニズムとしては、排卵における卵巣上皮の破綻と再生というプロセスにおいて遺伝子変異と封入嚢胞を形成することが原因と考えられている。リスクファクターとしては排卵数（すなわち不妊治療による排卵誘発はリスクである）、糖尿病、喫煙、動物性脂肪の摂取が考えられている。低用量ピルの使用は血栓症のリスクは上昇させるが、排卵抑制で卵巣がんのリスクは減少させることが有名である。
表層上皮が腫瘍化する際はミュラー管から発生する卵管、子宮の細胞に類似することが多い。卵管に類似する場合は漿液を分泌する漿液性嚢胞腫瘍、子宮頚管腺に類似する場合は粘液を分泌する粘液性嚢胞腫瘍、非妊娠時の子宮内膜に類似する場合は類内膜腫瘍、妊娠時子宮内膜に類似する場合は明細胞腫瘍となる。分化度によって漿液性嚢胞腺腫、漿液性嚢胞腫瘍、漿液性嚢胞腺癌と末語が変化していく。
漿液性嚢胞腺癌の内部形態は多房性から充実性まで様々である。腫瘍径が小さいうちから腹膜播種が起こりやすく、早期に症状が出現するが、早期発見しても進行が速く、予後は極めて悪い。卵巣癌で最も頻度が多いのはこの漿液性嚢胞腺癌である。
粘液性嚢胞腺癌は多房性で隔壁は薄いことが多い。転移しにくく症状も出現しにくいため、発見時は巨大になっていることが多い。進行は極めて遅く、巨大な割には病期が進んでおらず、予後が良好である。
明細胞癌は充実部と嚢胞部が混在している。子宮内膜症との関連が報告されている。化学療法が無効である。日本はピルの普及が低いことから、明細胞癌が多い傾向がある。
類内膜腺癌は充実性であり、予後は良好である。

### 性索間質性腫瘍

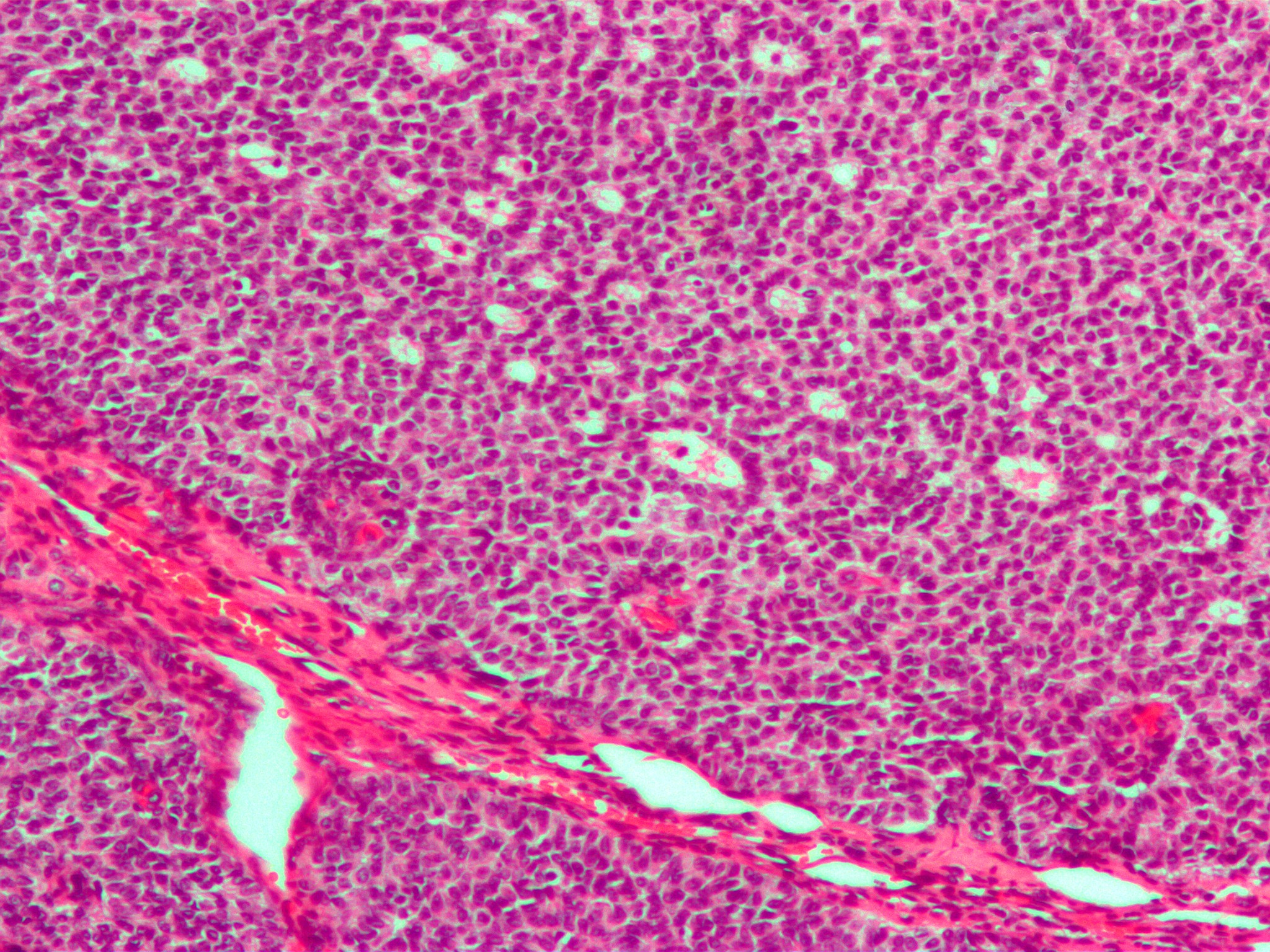
顆粒膜細胞腫

卵巣の性索間質を由来とする細胞の腫瘍であり、未分化性腺を由来とする細胞を模倣する。卵胞膜細胞、莢膜細胞が腫瘍化するとエストロゲンを産生、顆粒膜細胞が腫瘍化するとアンドロゲンまたはエストロゲンを産生する。間質の線維芽細胞由来の線維腫はホルモン産生をきたさない。
エストロゲンを産生する莢膜細胞腫、顆粒膜細胞腫は閉経後の女性の再女性化をきたす。一方、顆粒膜細胞由来でアンドロゲンを産生するセルトリ・間質細胞腫、ライディッヒ細胞腫は20代女性に発生し、脱女性化症状、男性化症状が現れる。このように症状が顕在化しやすいため、早期発見が期待できる。良性腫瘍にもかかわらず胸水、腹水の貯留が認められるが（メイグス症候群）、腫瘍を摘出すると速やかに消失する。

### 胚細胞腫瘍

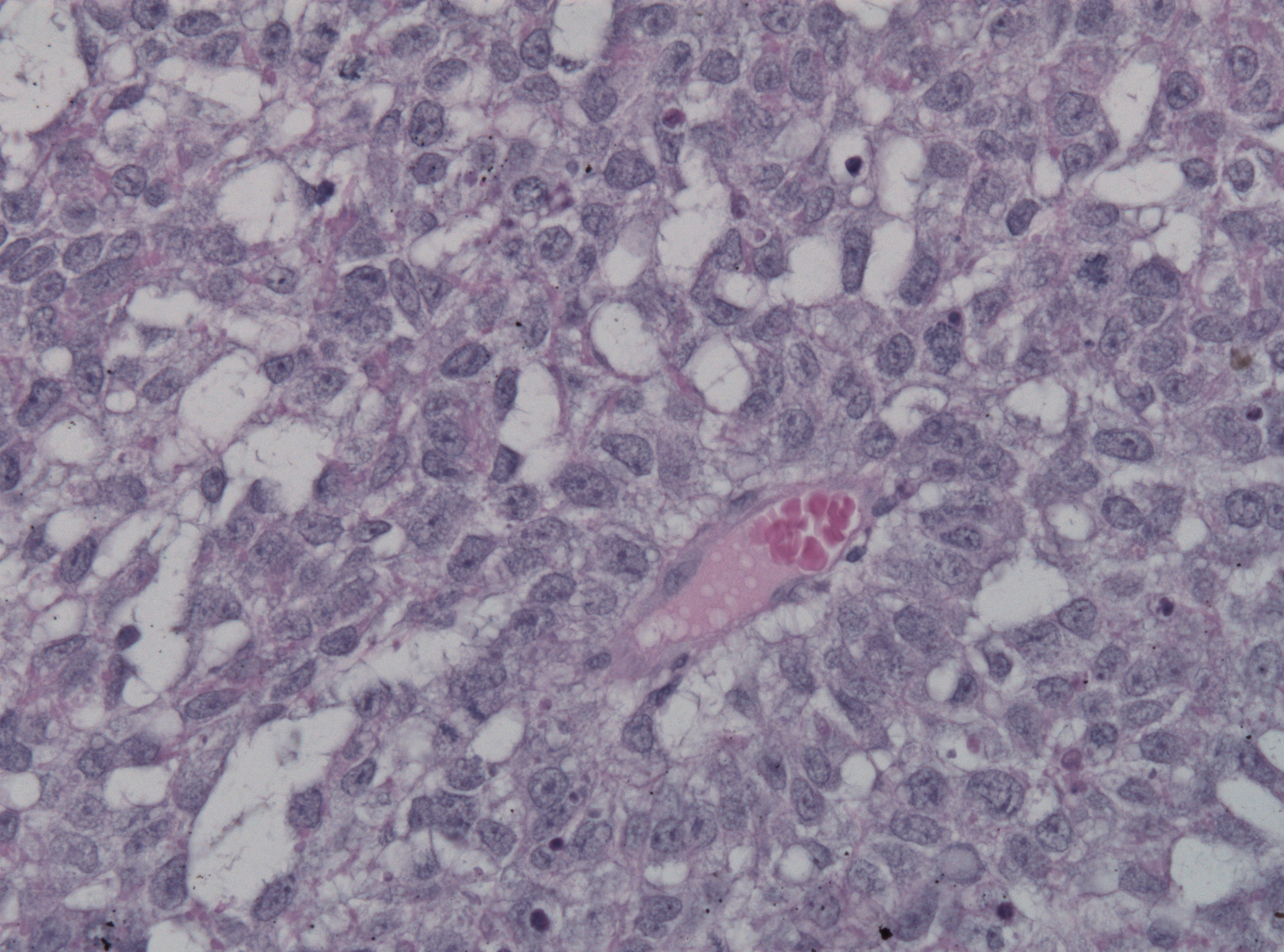
卵黄嚢腫瘍に見られるシラー・デュバル小体

原始生殖細胞を発生母地とする腫瘍であり、成熟嚢胞奇形腫（皮様嚢胞腫、デルモイド）が有名である。10代後半から30代の女性で発生し、殆どは無症状だが時に茎捻転を起こし急性腹症となる。
デルモイドの画像検査ではhair ball（毛髪）、脂肪、石灰化（歯牙）が認められる。
重要な鑑別疾患として子宮内膜症の卵巣チョコレート嚢胞がある。どちらもMRIのT1WIにて高信号となるが、脂肪抑制T1WIでは子宮内膜症は高信号のままなのに対し、デルモイドは低信号となる。
ほとんどが良性腫瘍であるが、35歳以上では1%から2%の確率で悪性転化する（ほとんどが扁平上皮癌となる）。悪性転化すると極めて悪性であるため、良性腫瘍のうちに片側付属器切除術または卵巣腫瘍核出術を行う。
なお、元々、悪性の奇形腫としては未熟奇形腫が知られており、未熟な神経組織が認められロゼット形成が認められる。

### その他の腫瘍

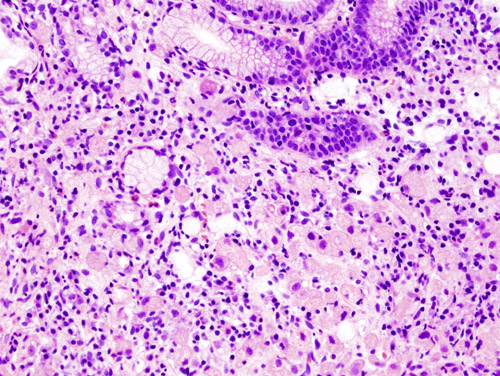
胃癌の印環細胞癌。核が偏在しているのが特徴的である。このような病理像が卵巣腫瘍で見られた場合は、予後は極めて不良である。

特に有名なのが胃癌など消化管腫瘍の卵巣転移であるクルーケンベルグ腫瘍 (en) である。胃癌の印環細胞癌が転移するのが典型的である。通常両側卵巣にリンパ行性に転移する。非常に予後が悪く、治療内容に関わらず約90%が1年以内に死亡する。

## 診断
卵巣腫瘍はスクリーニング法が存在しないため、何らかの医療機関のフォローアップ中に偶然発見されることが多い。自覚症状が乏しいため、進行癌になった状態で発見されることも極めて多い。経腟超音波によって卵巣腫瘍と確認した後に、MRIにて局所進展評価、CTにて転移の評価、腫瘍マーカーにて組織型の評価を行う。良性腫瘍であれば妊娠可能な卵巣腫瘍核出術を選択することができる。しかし、悪性を否定できない場合は、必ず開腹手術が行われる。卵巣癌の進行期決定、および性質の決定はあくまで病理診断となるからである。以下にFIGOの進行期分類に基づく簡単な分類を示す。

### 病期（ステージ）
日産婦2014、FIGO2014 国立がん研究センター より引用
| I 期 卵巣あるいは卵管内限局発育 | I 期 卵巣あるいは卵管内限局発育 |
| --- | --- |
| IA期 | 腫瘍が片側の卵巣（被膜破綻※1がない）あるいは卵管に限局し、被膜表面への浸潤が認められないもの。腹水または洗浄液※2の細胞診にて悪性細胞の認められないもの |
| IB期 | 腫瘍が両側の卵巣（被膜破綻がない）あるいは卵管に限局し、被膜表面への浸潤が認められないもの。腹水または洗浄液の細胞診にて悪性細胞の認められないもの     |
| IC期 | 腫瘍が片側または両側の卵巣あるいは卵管に限局するが、以下のいずれかが認められるもの                                                                     |
| IC1期 | 手術操作による被膜破綻 |
| IC2期 | 自然被膜破綻あるいは被膜表面への浸潤 |
| IC3期 | 腹水または腹腔洗浄細胞診に悪性細胞が認められるもの |
| II期：腫瘍が一側または両側の卵巣あるいは卵管に存在し、さらに骨盤内（小骨盤腔）への進展を認めるもの、あるいは原発性腹膜がん                                                                        | |
| IIA期 | 進展 ならびに／あるいは 転移が子宮 ならびに／あるいは 卵管 ならびに／あるいは 卵巣に及ぶもの                                                           |
| IIB期 | 他の骨盤部腹腔内臓器に進展するもの |
| III期：腫瘍が一側または両側の卵巣あるいは卵管に存在し、あるいは原発性腹膜がんで、細胞学的あるいは組織学的に確認された骨盤外の腹膜播種（はしゅ） ならびに／あるいは 後腹膜リンパ節転移を認めるもの | |
| IIIA1期 | 後腹膜リンパ節転移陽性のみを認めるもの（細胞学的あるいは組織学的に確認）                                                                               |
| IIIA1(i)期 | 転移巣最大径10mm以下 |
| IIIA1(ii)期 | 転移巣最大径10mmを超える |
| IIIA2期 | 後腹膜リンパ節転移の有無関わらず、骨盤外に顕微鏡的播種を認めるもの                                                                                     |
| IIIB期 | 後腹膜リンパ節転移の有無に関わらず、最大径2cm以下の腹腔内播種を認めるもの                                                                              |
| IIIC期 | 後腹膜リンパ節転移の有無に関わらず、最大径2cmを超える腹腔内播種を認めるもの（実質転移を伴わない肝臓および脾臓の被膜への進展を含む）                    |
| IV期：腹膜播種を除く遠隔転移 | |
| IVA期 | 胸水中に悪性細胞を認める |
| IVB期 | 実質転移ならびに腹腔外臓器（鼠径リンパ節ならびに腹腔外リンパ節を含む）に転移を認めるもの                                                               |

※1：卵巣の表層をおおう膜が破れること。

※2：腹腔内に生理的食塩水を注入した後、腹腔内貯留液とともに回収したもの。

## 腫瘍マーカーなど

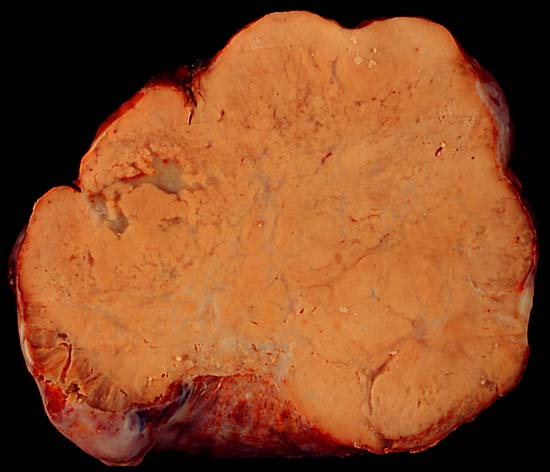
クルーケンベルグ腫瘍。CEA高値となることが多い。原発巣の精査として内視鏡検査やPETが行われることがある。

特にCA125が卵巣癌全体のマーカーとしての役割を担っている。
AICS法（アミノインデックス）
血漿中アミノ酸濃度(PFAA)のバランスの違いを解析
CA125
漿液性嚢胞腺癌、類内膜腺癌、移行上皮癌
CEA
粘液性嚢胞腺癌、クルーケンベルグ腫瘍
エストロゲン
顆粒膜細胞腫、莢膜細胞種
アンドロゲン
セルトリ間質細胞腫、ライディッヒ細胞腫
AFP
卵黄嚢腫瘍、胎児性癌
hCG
絨毛癌、胎児性癌、未分化細胞癌
LDH
未分化細胞癌

## 治療
基本は外科的腫瘍切除であり、化学療法が併用される。

### 外科手術
基本的な術式は以下の通りである。
- 両卵巣摘出・子宮摘出術・大網切除術・骨盤･傍大動脈リンパ節郭清（または生検）・腹腔細胞診。
- なお肉眼的に腫瘍が取り切れている場合の骨盤・傍大動脈リンパ節郭清は生存期間を延長しないとの報告がある[11]。
- 肉眼的に骨盤・傍大動脈リンパ節転移を認め、肉眼的完全手術が可能な場合には骨盤・傍大動脈リンパ節郭清または腫大リンパ節の摘出が行われる。

これらによって病期が決定される。腫瘍を摘出しきれない場合は、primary debulking surgeryとして可能な限り腫瘍を摘出し、化学療法の合間に再度摘出手術（interval debulking surgery）を行うことがある。あるいは術前に腫瘍を減量する目的で先に化学療法を行うネオアジュバント療法が用いられることもある。術時に腫瘍を摘出できないときは腫瘍減量術や試験開腹を行うこともある。
片側卵巣に病変が限局しているIA期もしくはIC1期で組織学的悪性度の低い非明細胞癌の場合、挙児希望があれば片側卵巣切除術（+大網切除術+腹腔細胞診）が選択されることがある。

#### 手術の合併症
両卵巣摘出術を実施した場合、女性ホルモンが減少するため更年期障害の様な症状が現れることがある。

### 化学療法
Ia, Ib かつ grade1,2 であり、かつ組織型が明細胞癌以外であれば手術療法のみで経過観察されるが、それ以外は術後化学療法を用いた集学的治療を行うのが標準である。粘液性嚢胞腺癌と明細胞癌は化学療法が無効である場合も多い。
卵巣がん・卵管癌・腹膜癌治療ガイドライン2020年版 の概説を以下に示す。
初回化学療法の第一選択はTC療法またはdose dense TC療法（パクリタキセルの分割投与）であるが、施行困難な場合にはDC療法、PLD-C療法、weekly TC療法、カルボプラチン単剤療法も選択される。III～IV期症例に対してはベバシズマブの上乗せが検討される。
初回化学療法後の維持療法として、症例によってベバシズマブ単剤またはPARP阻害薬であるオラパリブあるいはニラパリブが推奨されている。
初回化学療法が無効であった場合や奏効後に増悪した場合には追加で化学療法が行われる。最終投与から6か月以上経過している場合はプラチナ感受性再発と考えられ、カルボプラチン含有レジメン+ベバシズマブが推奨されている。6か月未満の場合にはプラチナ抵抗性再発であり、初回化学療法と交叉耐性のない薬剤の単剤治療（±ベバシズマブ）やペムブロリズマブ（MSI-H症例の場合）が検討される。二次化学療法後であってもオラパリブの維持療法が検討される。
- TC療法: PTX（パクリタキセル） + CBDCA（カルボプラチン） 2004年より標準療法とされる。dose-dense TC療法も同様に1st lineとされる。
- DC療法：ドセタキセル+カルボプラチン
- PLD-C療法：リポソーム化ドキソルビシン+カルボプラチン
- GC療法: ゲムシタビン + カルボプラチン
- ベバシズマブ: 化学療法との併用で効果が認められている。
- PARP阻害薬：「PARP（パープ）」という体内の酵素の働きを妨げ、これが働かないとがん細胞はDNAが切断されたまま修復されず死ぬ。一方、正常細胞はBRCA（ブラッカ）などの遺伝子が働いてDNAがきちんと修復され死なずに済む。分子標的薬の一つ。（商品名：リムパーザ）[13]

### 胚細胞腫瘍の治療
BEP（CDDP：シスプラチン＋VP-16：エトポシド＋ブレオマイシン）

## 卵巣がんになった著名人
（姓名のアイウエオ順)
- 麻美ゆま - 医師からの偏見にも苦しんだ[14]
- 麻生薫
- 有賀さつき
- 市川由紀乃 - 早期発見
- 大野靖子
- 小口絵理子
- 笠置シヅ子 - 乳がんのあと卵巣がんに
- 鎌田久子
- 川上とも子
- コレッタ・スコット・キング
- アルマ・コーガン
- モーリーン・コノリー
- 佐野菜見
- サンディ・デニス
- 長藤由理花 - フードコーディネーター。27歳で卵巣がん[15]
- ローラ・ニーロ
- 根岸明美
- カサンドラ・ハリス
- 旭爪あかね
- 平野愛子
- ロザリンド・フランクリン
- ワンガリ・マータイ
- 宮田加久子
- 森川絹枝
- 安永沙都子
- 吉野ゆりえ - 医療ミスで卵巣のがん細胞が体内に拡散[16]
- 米原万里 - 近藤誠の影響を受けていた
- マリア・ライヘ
- ジャネット・ラウリー
- 渡辺美奈代 - 卵巣の嚢腫が数か月で10cmほどまで肥大化[17]

参考　Category:卵巣癌で亡くなった人物